# Colle di Cadibona
Colle di Cadibona nebo také Bocchetta di Altare je průsmyk na státní silnici č. 29 nedaleko města Savona v italském kraji Ligurie. Sedlo se nachází v nadmořské výšce 459 m, nedaleká hora Monte Burot měří 746 m n. m. Colle di Cadibona je tradičně označován za přírodní hranici mezi horskými masivy Alp a Apenin. Ve starověku vedla přes průsmyk cesta Via Aemilia Scauri, procházel tudy Napoleon Bonaparte za svého italského tažení, v osmdesátých letech 19. století byly k ochraně místa vybudovány pevnosti Forte Tecci a Forte Cascinotto. Prochází tudy značená turistická stezka Alta Via dei Monti Liguri.